# Исус от Назарет (минисериал)
„Исус от Назарет“ (на английски: Jesus of Nazareth) е филм на Франко Дзефирели с библейски сюжет от 1977 г.
Състои се от 4 части. Участват Робърт Пауъл в ролята на Исус Христос и редица звезди.

## Сюжет
Пресъздават се раждането, животът, дейността, смъртта и възкресението на Исус Христос. Съставен е от 3 части по 90 минути и част от 105 минути.
- Част 1: Рождение и детство
- Част 2: Чудеса и знамения
- Част 3: Влизане в Йерусалим
- Част 4: Смърт и възкресение

## Актьорски състав
| Актьор            | Роля                             |
| ----------------- | -------------------------------- |
| Робърт Пауъл      | Исус Христос                     |
| Оливия Хъси       | Богородица                       |
| Ан Банкрофт       | Мария Магдалена                  |
| Ърнест Боргнайн   | римски войник                    |
| Род Стайгър       | Пилат Понтийски                  |
| Клаудия Кардинале | прелюбодейка                     |
| Валентина Кортезе | Иродиада                         |
| Джеймс Фарентино  | Свети Петър                      |
| Джеймс Ърл Джоунс | Балтазар, един от тримата влъхви |
| Джеймс Мейсън     | Йосиф Арамафейски                |
| Лорънс Оливие     | Никодим, фарисей                 |
| Кристофър Плъмър  | Ирод Антипа                      |
| Антъни Куин       | Йосиф Каяфа                      |
| Мария Карта       | Марта от Витания                 |
| Фернандо Рей      | Каспар, един от тримата влъхви   |
| Ралф Ричардсън    | Симеон Богоприемец               |
| Питър Устинов     | Ирод Велики                      |

## Награди и номинации
Бива номиниран, но не спечелва награда.
- Номинация за британската награда БАФТА през 1978 г. в категориите:
  - Най-добър актьор – Робърт Пауъл
  - Най-добър оператор
  - Най-добър минисериал или телевизионен филм
  - Най-добър монтаж
  - Най-добри костюми
  - Най-добър звук
- Номинация за наградата Еми през 1978 г. в категориите:
  - Най-добра драма
  - Най-добър поддържащ актьор – Джеймс Фарентино

## В България
В България минисериалът първоначално е излъчен по Евроком на 23 декември 2000 г. до 26 декември 2000 г. На 2 май до 5 май 2013 г. се излъчва по БНТ 1, от 23 до 26 декември 2024 г. по канал Nostalgia.